# Пикетирование

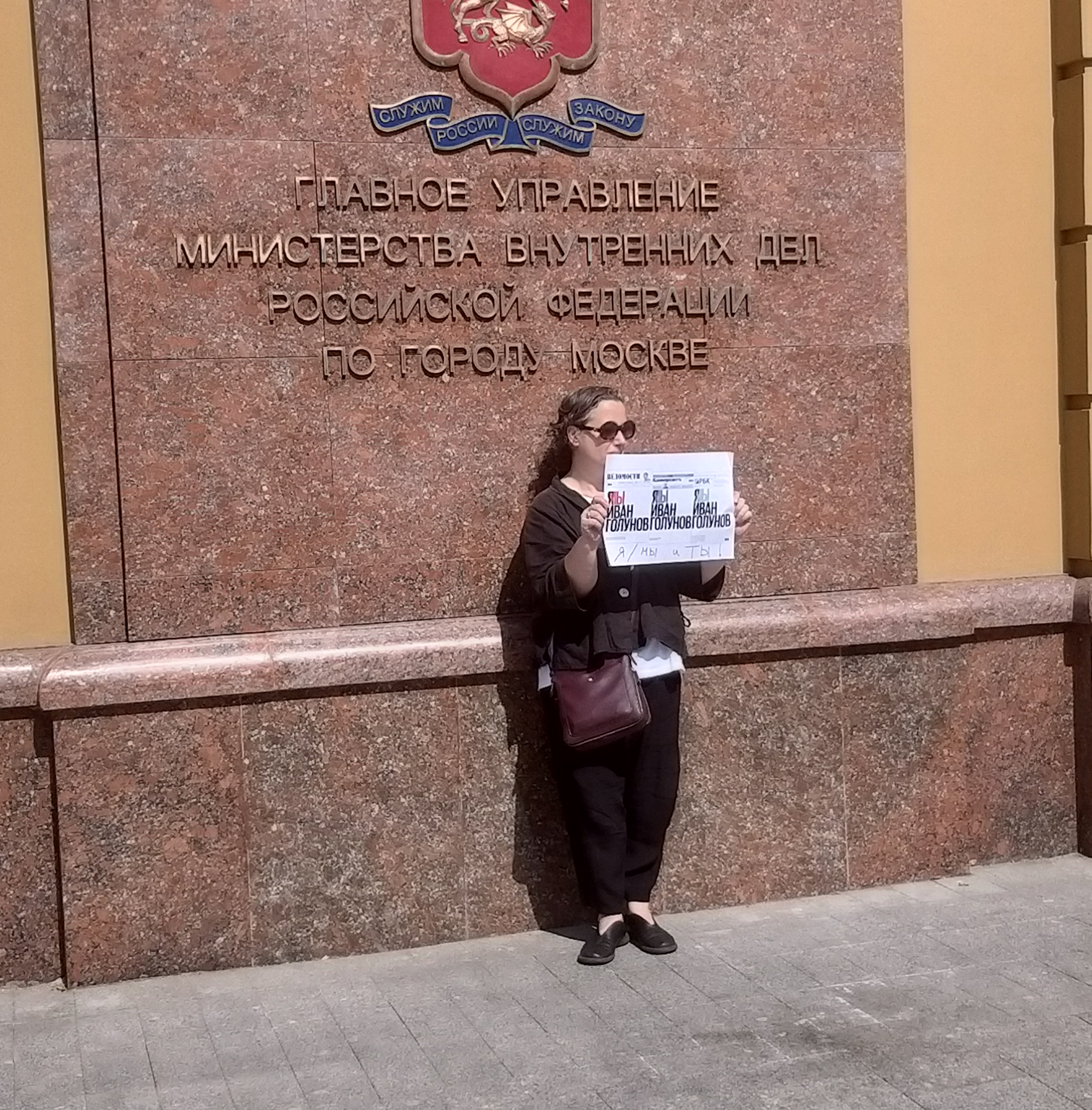
Пикет в защиту журналиста Голунова (Москва, 2019)

Пикети́рование — форма публичного выражения мнений, осуществляемого без передвижения и использования звукоусиливающих технических средств путём размещения у пикетируемого объекта одного или более граждан, использующих плакаты, транспаранты и иные средства наглядной агитации. Пике́т — человек или группа людей, выступающая для выражения какого-либо протеста.

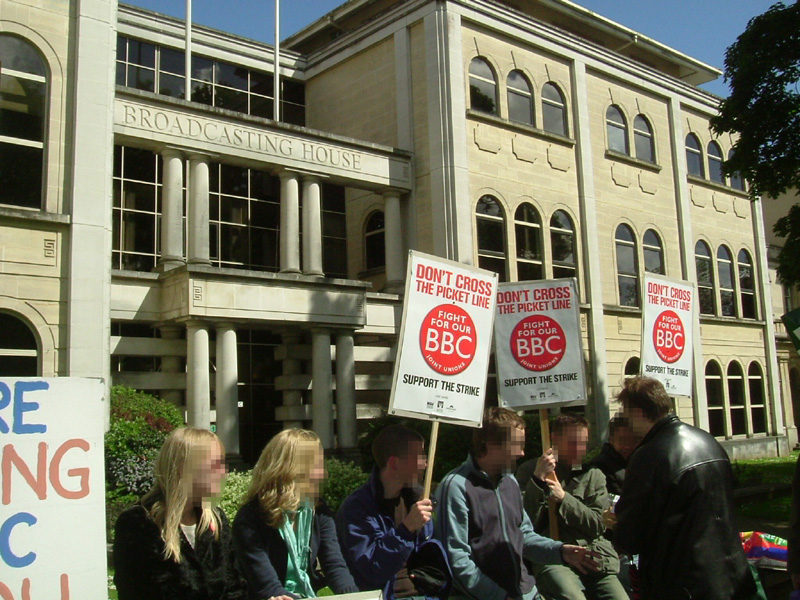
Сотрудники Би-би-си на пикете в ходе забастовки (2005)

## Формы
Групповой пикет
Агитационный куб
Одиночный пикет

## Пикетирование в российском законодательстве
Федеральный закон Российской Федерации от 19 июня 2004 года № 54-ФЗ «О собраниях, митингах, демонстрациях, шествиях и пикетированиях» устанавливает (подп. 2 п. 4 ст. 5): «Организатор публичного мероприятия обязан не позднее чем за три дня до дня проведения публичного мероприятия (за исключением собрания и пикетирования, проводимого одним участником) информировать орган исполнительной власти субъекта Российской Федерации или орган местного самоуправления в письменной форме о принятии (непринятии) его предложения об изменении места и (или) времени проведения публичного мероприятия, указанных в уведомлении о проведении публичного мероприятия» — то есть проведение одиночного пикета не требует согласования с властями.
Санкции за нарушение порядка пикетирования установлены в ст. 20.2 Кодекса РФ об административных правонарушениях.

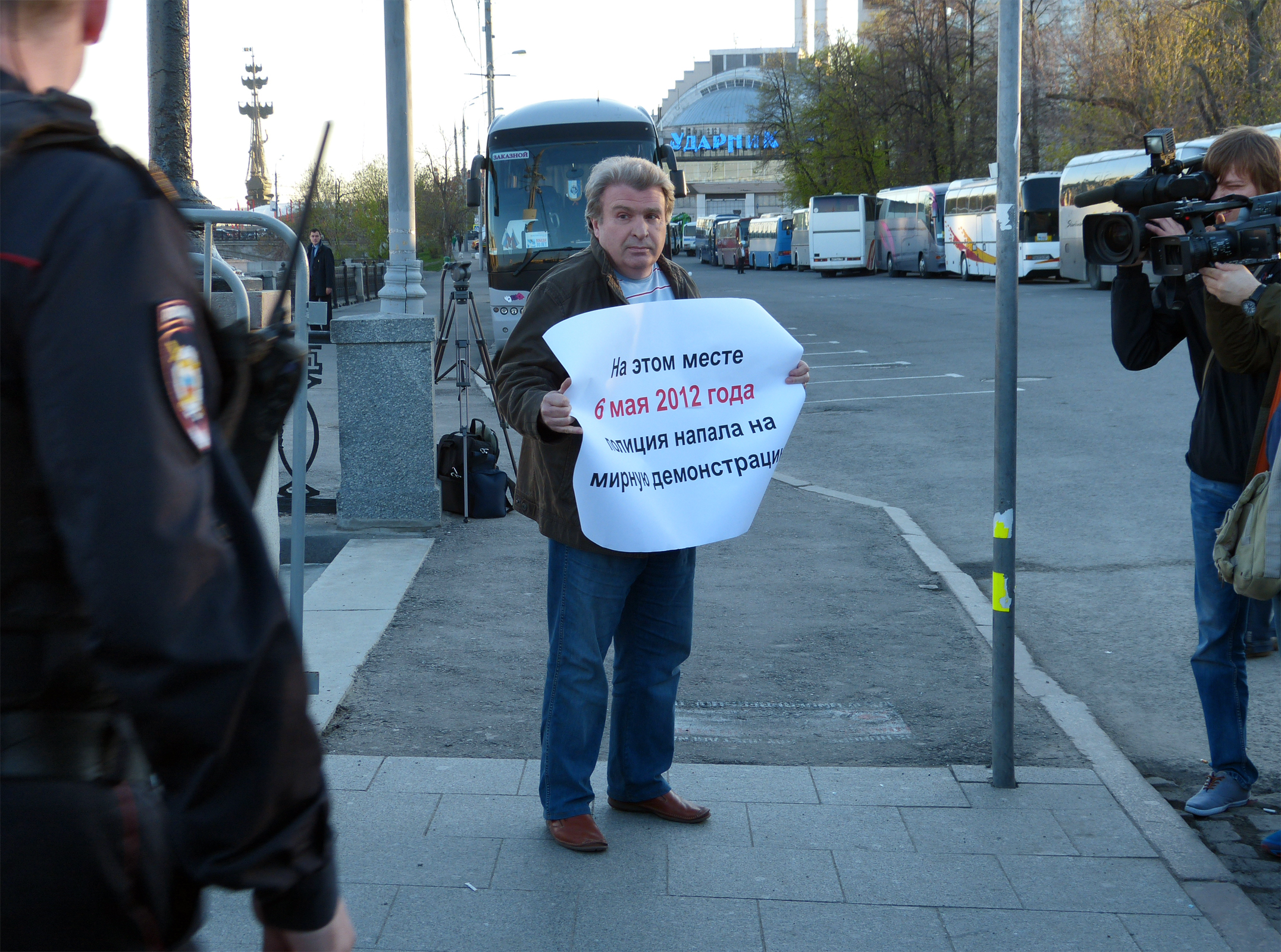
Лишь несколько секунд простоял в одиночном пикете А. Рыклин, соратник Б. Немцова, 6 мая 2015 года на Болотной набережной в Москве; затем он был задержан полицией

21 марта 2017 года Конституционный суд (КС) РФ постановил, что задерживать участника одиночного пикета под предлогом угрожающей ему опасности можно лишь при реальном наличии таковой. Поводом к рассмотрению послужила жалоба активиста Владимира Сергиенко, которого правоохранители увели с места проведения одиночного пикета якобы из-за того, что ему могла угрожать опасность со стороны «несогласных с ним горожан».